# Palais des congrès de Brazzaville
Le palais des congrès de Brazzaville, est un centre de conférences et d’événements situé à Brazzaville, capitale politique de la république du Congo. C'est un bâtiment emblématique qui accueille des sommets internationaux, des conférences, des séminaires, des expositions et des événements culturels. Avant l'inauguration du siège actuel du Parlement congolais, il a abrité les deux chambres législatives du pays.

## Histoire
Le palais des congrès de Brazzaville est inauguré en 1984 par le président de la République Denis Sassou-Nguesso, à l’époque où il fut président du Comité central du Parti congolais du travail, alors parti-État, avec la participation de la délégation chinoise du parti[Quoi ?] et de l’État. Le palais des congrès de Brazzaville est un centre de conférences et d’événements situé à Brazzaville, en république du Congo. C'est un bâtiment emblématique qui accueille des sommets internationaux, des conférences, des séminaires, des expositions et des événements culturels.
Le palais des congrès de Brazzaville est situé au centre-ville, au bord boulevard Alfred Raoul, anciennement appelé boulevard des armées.

## Voir Aussi